# Tour of Leuven - Memorial Jef Scherens
De Tour of Leuven - Memorial Jef Scherens (tot 2021 de Grote Prijs Jef Scherens) is een eendaagse wielerwedstrijd van ruim 180 kilometer die plaatsvindt in augustus in Leuven. De renners leggen diverse malen een ronde door de stad af. De wedstrijd werd voor het eerst verreden in 1963. Sinds 2005 maakt de GP Jef Scherens deel uit van de UCI Europe Tour, een van de continentale circuits van de UCI. De wedstrijd behoort sinds 2016 ook tot het regelmatigheidscriterium Napoleon Games Cycling Cup.
De wedstrijd is vernoemd naar de Belgische wielrenner Jef Scherens, bijgenaamd Poeske Scherens, die zevenmaal wereldkampioen sprint werd en tijdens zijn carrière als renner en daarna in Leuven woonde. Tot 2021 heette de wedstrijd de GP Jef Scherens en vond deze in september plaats. Sinds 2022 is het parcours significant gewijzigd, geïnspireerd door het parcours van het WK wielrennen 2021, met de zgn. lokale lus en de Flandrienlus. De naam werd toen ook veranderd naar Tour of Leuven - Memorial Jef Scherens.

## Lijst van winnaars
| Jaar                 | Winnaar               | Tweede                 | Derde                    |
| -------------------- | --------------------- | ---------------------- | ------------------------ |
| 1963                 | Marcel Vanden Bogaert | Francesco Miele        | Walter Muylaert          |
| 1964                 | Norbert Kerckhove     | André Noyelle          | Gustaaf Van Vaerenbergh  |
| 1965                 | Fernand Deferm        | Eddy Merckx            | Emile Daems              |
| 1966                 | Herman Vanspringel    | Robert Lelangue        | Jos Huysmans             |
| 1967                 | Robert Lelangue       | Herman Vanspringel     | Remi Van Vreckom         |
| Niet gereden in 1968 |                       |                        |                          |
| 1969                 | Frans Verbeeck        | Roger De Vlaeminck     | Roger Kindt              |
| 1970                 | Frans Verbeeck        | Raf Hooyberghs         | Jozef Abelshausen        |
| 1971                 | Frans Verbeeck        | Georges Pintens        | Ward Janssens            |
| 1972                 | Gustaaf Hermans       | Willem Peeters         | Omer Meeus               |
| 1973                 | Jan van Katwijk       | Victor Van Schil       | Theo van der Leeuw       |
| 1974                 | Freddy Maertens       | Rik Van Linden         | Frans Verbeeck           |
| 1975                 | Freddy Maertens       | Ronny Van De Vijver    | Eddy Merckx              |
| 1976                 | Frans Verbeeck        | Etienne Van der Helst  | Walter Naegels           |
| 1977                 | Walter Planckaert     | Wilfried Wesemael      | Benny Schepmans          |
| 1978                 | Frans Van Looy        | Gustaaf Van Roosbroeck | Frank Hoste              |
| 1979                 | Marcel Laurens        | Willy Teirlinck        | Frans Van Vlierberghe    |
| 1980                 | Ludo Delcroix         | Frans Van Looy         | Etienne Van der Helst    |
| 1981                 | Jan Raas              | Rudy Pevenage          | Sean Kelly               |
| 1982                 | Rudy Matthys          | Fons De Wolf           | Ludwig Wijnants          |
| 1983                 | Adrie van der Poel    | Ronny Van Holen        | Jan Bogaert              |
| 1984                 | Ronny Van Holen       | Jan Wynants            | Johan Lammerts           |
| 1985                 | Jozef Lieckens        | Willem Wijnant         | Géry Verlinden           |
| 1986                 | Jozef Lieckens        | Johan Capiot           | Luc De Decker            |
| 1987                 | Ronny Van Holen       | Dirk Clarysse          | Wilfried Peeters         |
| 1988                 | Patrick Schoovaerts   | Herman Raeymaekers     | Filip Noé                |
| Niet gereden in 1989 |                       |                        |                          |
| 1990                 | Wilfried Peeters      | Corneille Daems        | Johan Devos              |
| 1991                 | Wilco Zuijderwijk     | Olaf Jentzsch          | Hendrik Redant           |
| 1992                 | Hendrik Redant        | Johan Museeuw          | Olaf Ludwig              |
| 1993                 | Frans Maassen         | Herman Frison          | Wilfried Peeters         |
| 1994                 | Mauro Bettin          | Johan Verstrepen       | Jans Koerts              |
| 1995                 | Erik Dekker           | Frank Corvers          | Léon van Bon             |
| 1996                 | Jans Koerts           | Andrzej Sypytkowski    | Wim Omloop               |
| 1997                 | Stéphane Hennebert    | Anthony Rokia          | Frank Høj                |
| 1998                 | Jo Planckaert         | Johan Verstrepen       | Raymond Meijs            |
| 1999                 | Marc Streel           | Michel Vanhaecke       | Gert Vanderaerden        |
| 2000                 | Dave Bruylandts       | Andy De Smet           | Nicki Sørensen           |
| 2001                 | Niko Eeckhout         | Björn Leukemans        | Geert Omloop             |
| 2002                 | Andreas Klier         | Robert Hunter          | Léon van Bon             |
| 2003                 | Thor Hushovd          | Roger Hammond          | Niko Eeckhout            |
| 2004                 | Allan Johansen        | Karsten Kroon          | Wouter Van Mechelen      |
| 2005                 | Joost Posthuma        | Björn Leukemans        | Rory Sutherland          |
| 2006                 | Marcel Sieberg        | Dirk Müller            | Sergej Lagoetin          |
| 2007                 | Bram Tankink          | Janek Tombak           | Frédéric Amorison        |
| 2008                 | Wouter Mol            | Janek Tombak           | Kurt Hovelijnck          |
| 2009                 | Sebastian Langeveld   | Stijn Vandenbergh      | Frédéric Amorison        |
| 2010                 | Lars Boom             | Maxime Vantomme        | Fabian Wegmann           |
| 2011                 | Jérôme Pineau         | Kenny Dehaes           | Guillaume Van Keirsbulck |
| 2012                 | Steven Caethoven      | Stijn Neirynck         | Frédéric Amorison        |
| 2013                 | Bert De Backer        | Sep Vanmarcke          | Jasper Stuyven           |
| 2014                 | André Greipel         | Tom Van Asbroeck       | Danny van Poppel         |
| 2015                 | Björn Leukemans       | Dimitri Claeys         | Mark McNally             |
| 2016                 | Dimitri Claeys        | Pim Ligthart           | Roman Majkin             |
| 2017                 | Timothy Dupont        | Kenny Dehaes           | Justin Jules             |
| 2018                 | Jasper Stuyven        | Jonas Van Genechten    | Timothy Dupont           |
| 2019                 | Niccolò Bonifazio     | Hugo Hofstetter        | Timothy Dupont           |
| Niet gereden in 2020 |                       |                        |                          |
| 2021                 | Niccolò Bonifazio     | Nacer Bouhanni         | Gianni Vermeersch        |
| 2022                 | Victor Campenaerts    | Zdeněk Štybar          | Alexander Kristoff       |
| 2023                 | Arnaud De Lie         | Stan Van Tricht        | Axel Laurance            |
| 2024                 | Markus Hoelgaard      | Mike Teunissen         | Milan Menten             |

### Meervoudige winnaars
| Overwinningen | Renner            | Land   | Jaren                  |
| ------------- | ----------------- | ------ | ---------------------- |
| 4             | Frans Verbeeck    | België | 1969, 1970, 1971, 1976 |
| 2             | Freddy Maertens   | België | 1974, 1975             |
| 2             | Ronny Van Holen   | België | 1984, 1987             |
| 2             | Jozef Lieckens    | België | 1985, 1986             |
| 2             | Niccolò Bonifazio | Italië | 2019, 2021             |

### Overwinningen per land
| Overwinningen | Land                  |
| ------------- | --------------------- |
| 35            | België                |
| 12            | Nederland             |
| 3             | Duitsland, Italië     |
| 2             | Noorwegen             |
| 1             | Denemarken, Frankrijk |